# Ильхам Тохти
Ильхам Тохти (уйг. ئىلھام توختى‎, кит. упр. 伊力哈木 土赫提, пиньинь yīlìhāmù tǔhètí, палл. илихаму тухэти; род. 25 октября, 1969) — известный китайский экономист, по происхождению уйгур. После событий в Урумчи 5 июля 2009 г. был арестован китайскими властями за критику политики китайского правительства в отношении уйгуров в СУАР. Впоследствии был освобождён.. В январе 2014 г. был повторно арестован и осуждён на пожизненное лишение свободы. В 2019 году был удостоен премии имени Сахарова «за усилия по развитию взаимопонимания между китайцами и уйгурами» и премии имени Вацлава Гавела «за защиту гражданских прав уйгуров в КНР» ().

## Биография
Родился 25 октября 1969 года в уезде Артуш, Синьцзян-Уйгурского автономного района. Он закончил Северо-Восточный педагогический университет и школу экономики. Впоследствии стал профессором экономики Центрального университета национальностей в Пекине.

### Борьба за права уйгуров
В 2006 году основал веб-сайт «Uyghur Online», в котором публиковал статьи на уйгурском и китайских языках, в целях развития понимания между ханьцами и уйгурами. Радио Свободная Азия называла его блог умеренным, интеллектуальным ресурсом по решению социальных вопросов. В середине 2008 власти закрыли его веб-сайт. В марте 2009 года в интервью Радио Свободная Азия Тохти открыто раскритиковал политику китайского правительства в СУАР. Он критиковал политику поощрения ханьской миграции в СУАР, считая что это усугубляет проблему безработицы среди уйгуров. Тохти утверждал, что при выполнении исследования для правительства в 1990-х годах, он обнаружил, что в СУАР было зафиксировано 1,5 млн безработных из населения менее чем 20 млн человек. Кроме того он критиковал губернатора СУАР Нур Бекри, назвав его «неквалифицированным» управленцем. Тохти также призвал к полному осуществлению закона КНР «Право на этническую автономию» (от 1984).

### Преследования со стороны властей
В марте 2009 года был задержан. Он сказал, что во время допросов его обвиняли в сепаратизме. В мае 2009 в интервью уйгурской службе Радио Свободная Азия Тохти заявил:
Пекин в СУАР продолжает свою колониальную политику… В условиях "свободы и демократии" ситуация в Синьцзяне является худшей из худших по сравнению с другими регионами Китая. То, с чем я столкнулся в настоящее время, является обыденным. Мой веб-сайт был закрыт без предварительного уведомления. Меня допрашивали много раз, и угрожали. Я законный житель Пекина, и по закону я не должен был быть допрошен сотрудниками полиции Синьцзяна, но это произошло. Они обвинили меня в сепаратизме … Но является ли сепаратизмом реализация закона об автономии?
В 2014 году Тохти был осуждён на пожизненное лишение свободы.

## Международные премии
В 2019 году Ильхам Тохти, находящийся в заключении в КНР, был удостоен двух престижных международных премий: имени Вацлава Гавела и имени Андрея Сахарова.

### Премия имени Гавела
В сентябре 2019 года Парламентская ассамблея Совета Европы (ПАСЕ) удостоила Тохти премии имени Вацлава Гавела за защиту прав уйгурского населения КНР. Премию от лица Тохти получил Энвер Кан из организации «Инициатива Ильхама Тохти».

### Премия имени Сахарова
В 2019 году Тохти был удостоен международной премии имени Сахарова.
Премия была присуждена Тохти за «усилия по развитию взаимопонимания между китайцами и уйгурами». Президент Европейского парламента Давид Сассоли призвал руководство КНР немедленно освободить Тохти.